# Hunton (North Yorkshire)
Hunton – wieś w Anglii, w hrabstwie North Yorkshire, w dystrykcie (unitary authority) North Yorkshire. Leży 59 km na północny zachód od miasta York i 331 km na północ od Londynu. Miejscowość liczy 420 mieszkańców.